# Melika Foroutan
Melika Foroutan (Teheran, 1976) è un'attrice tedesca.

## Biografia
Melika Foroutan (persiano: ملیکا فروتن) è la figlia di una tedesca e di un iraniano. Nel 2008 ha recitato al fianco di Mišel Matičević nell'adattamento cinematografico del romanzo di Frank Schätzing, Die dunkle Seite (1997). Sempre nel 2008 è apparsa in Palermo Shooting di Wim Wenders. Nel 2020 è l'attrice protagonista nel film del regista greco-iraniano Siamak Etemadi, Pari, presentato al 70º Festival Internazionale del Cinema di Berlino. Nella serie televisiva tedesca, Tribes of Europa (2021), Melika interpreta il ruolo di Lord Varvara.

## Filmografia

### Cinema
- Palermo Shooting, regia di Wim Wenders (2008)
- 66/67, regia di Jan-Christoph Glaser e Carsten Ludwing (2009)
- La banda dei coccodrilli - Tutti per uno (Vorstad Krokodile), regia di Wolfgang Groos(2011)
- Die Mamba, regia di Ali Samadi Ahadi (2014)
- I Fantastici Cinque : La valle dei dinosauri (Fünf  Freunde  un das  Tal der Dinosaurier), regia di Mike Marzuk (2018)
- Pari, regia di Siamak Etemadi (2020)
- Open Arms - La legge del mare, regia di Marcel Barrena (2021)
- Wunderschön, regia di Karoline Herfurth (2022)
- Old People, regia di Andy Fetscher (2022)

### Televisione
- Streit um Drei – serie TV 1 episodio (2000)
- SK Kölsch – serie TV, episodio 6x02 (2004)
- Ein starkes Team – serie TV, 2 episodi (2006-2011)
- Lutter – serie TV, episodio 1x04 (2008)
- Flemming – serie TV, episodio 1x03 (2009)
- Stralsund – serie TV, episodio 1x02 (2010)
- Kommissar Stolberg – serie TV, episodio 8x02 (2010)
- Unter Verdacht – serie TV, episodio 1x18 (2011)
- Doctor's Diary - Gli uomini sono la migliore medicina – serie TV, episodio 3x06 (2011)
- Il commissario Schumann – serie TV, episodio 6x07 (2012)
- Il commissario Lanz – serie TV, episodio 1x02 (2012)
- Weissensee – serie TV,  episodio 2x01 (2013)
- L'attentato - Sarajevo 1914 (Das Attentat - Sarajevo 1914), regia di Andreas Prochaska – film TV (2014)
- Paare – serie TV, episodio 1x04 (2015)
- Tribes of Europa – serie TV, 6 episodi (2021)
- Il Pastore – miniserie TV, 2 episodi (2021)
- L'imperatrice (Die Kaiserin) – serie TV, 6 episodi (2022)
- Il Cane che Dorme  (SchlafendeHunde) serie TV, 6 episodi (2023)